# Paratropus nigrellus
Paratropus nigrellus är en skalbaggsart som först beskrevs av Schmidt 1893.  Paratropus nigrellus ingår i släktet Paratropus och familjen stumpbaggar. Inga underarter finns listade i Catalogue of Life.